# バック・レナード
ウォルター・フェナー・"バック"・レナード（Walter Fenner "Buck" Leonard, 1907年9月8日 - 1997年11月27日）は、1930～1940年代にアメリカ合衆国のニグロリーグで活躍していた野球選手。主なポジションは一塁手。ノースカロライナ州ロッキーマウント生まれ。左投げ左打ち。『黒いルー・ゲーリッグ』と呼ばれたグレイズの強打者だった。

## 来歴・人物
当時生まれ故郷のロッキーマウントにアフリカ系アメリカ人の通える学校がなかったことから、レナードは14歳で織物工場や駅の靴磨きなどで働いていた。野球を始めたのは1933年で、この年ブルックリンのロイヤルジャイアンツに入団。翌1934年にホームステッド・グレイズに移籍する。グレイズは1937年から1945年代にかけてニグロ・ナショナルリーグを9連覇したチームで、レナードは当時グレイズに所属していたジョシュ・ギブソンとともに長打を量産し、毎年のように本塁打のタイトルを争っていたという。1940年には打率.383、また1948年には40歳で打率.395、42本塁打を打ったという記録が残っている。また一塁手としての守備の上手さはニグロリーグの中でも抜きん出ており、しばしばジョージ・シスラーと比較されるほどであったという。
1950年までグレイズの選手として出場した後は、マイナーリーグを経て1955年までメキシコでプレーを続けていた。選手を引退した後は、故郷のロッキーマウントでマイナーリーグチームの副代表となり、地元の体育指導員などを勤めていた。
1972年にニグロリーグ特別委員会によりアメリカ野球殿堂入り。1994年にグレイズ発祥の地であるピッツバーグでMLBオールスターゲームが開催された際、80歳を過ぎていたレナードが名誉キャプテンとして招待され、グレイズのユニフォーム姿で登場した。1997年にノースカロライナ州で死去。

## 記録・表彰等
- 現役通算打率：.341
- メジャーリーグベースボール・オールセンチュリー・チームにノミネート（1999年）